# Facundo Morando
Facundo Morando (Argentina, 11 de abril de 1988) es un entrenador de voleibol argentino. Ha trabajado como asistente técnico y entrenador principal en clubes de Sudamérica, Europa y Medio Oriente, así como en selecciones nacionales. Actualmente es el director técnico del Alianza Lima de Perú.

## Trayectoria
Morando comenzó su carrera como asistente técnico en el Club Atlético River Plate, donde permaneció entre 2011 y 2015. Durante la temporada 2016-2017, se desempeñó en funciones similares en el Al Ain Club de Emiratos Árabes Unidos y en el Ziraat Bankası de Turquía.
En 2017 regresó a Argentina para trabajar como asistente técnico en UNTreF Vóley. En 2018 asumió su primer cargo como entrenador principal en el Romeo Normanna Aversa Academy, club de la Serie A3 del voleibol italiano. Más tarde, entre 2019 y 2022, dirigió al VC Tirol en Austria, y durante la temporada 2022-2023 al Oberbank Steelvolleys Linz Steg.
En el ámbito de selecciones, se integró en 2023 al cuerpo técnico de la selección argentina femenina como asistente, en donde consiguió el bicampeonato de la Copa Panamericana.
En 2024 fue contratado por el club español Tenerife Libby’s La Laguna. En abril de 2025 fue anunciado como nuevo entrenador del equipo femenino de voleibol de Alianza Lima de Perú, en reemplazo del técnico brasileño Paulo Milagres.